# Truffaut (cratère)
Pour les articles homonymes, voir Truffaut.
Truffaut est un cratère d'impact à la surface de Mercure. 
Le cratère a ainsi été nommé par l'Union astronomique internationale le 13 août 2024 en hommage au cinéaste et critique d'art français François Truffaut (1932-1984).
Son diamètre est de 79 km. Il se situe dans le Quadrangle de Kuiper (quadrangle H-6) de Mercure.